# 4043 Perolof
4043 Perolof este un asteroid din centura principală, descoperit pe 17 octombrie 1977 de Cornelis van Houten.